# Louisiana-Territorium

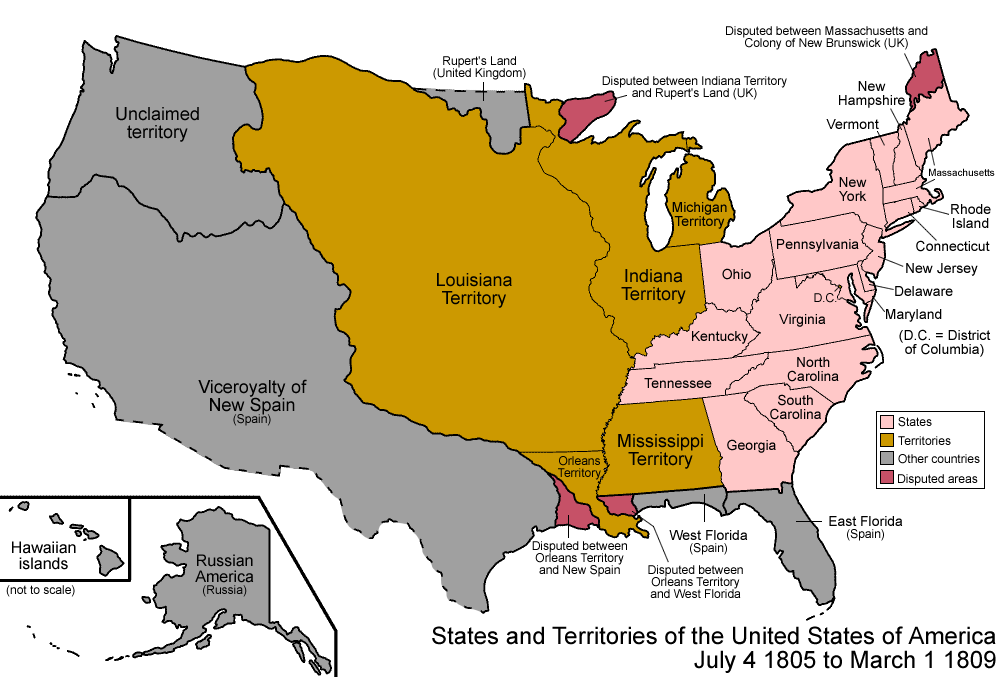
Das Louisiana-Territorium 1805, rote Gebiete östlich und westlich waren umstritten

Das Louisiana-Territorium war ein historisches Hoheitsgebiet der Vereinigten Staaten, das vom 4. Juli 1805 bis zum 11. Dezember 1812 existierte. Es wurde aus dem District of Louisiana gebildet, dem Teil des Gebiets der französischen Kolonie, das die Vereinigten Staaten 1803 von Frankreich beim Louisiana Purchase erwarben, welches nicht dem Orleans-Territorium zugeteilt wurde (aus dem später der Staat Louisiana wurde). Das Louisiana-Territorium bestand aus dem Gebiet, das nördlich des 33° N Breitengrads (der südlichen Grenze des heutigen Staates Arkansas) beim Purchase erworben wurde. Der Regierungssitz war St. Louis.
In manchen Zusammenhang wird das Louisiana-Territorium dem französischen oder spanischen Kolonialterritorien von Louisiana zugeordnet. Dieser Ausdruck wird oft formlos synonym für das gesamte im Louisiana Purchase erworbene Gebiet benutzt.
Meriwether Lewis (1807–1809) und William Clark (1813–1820) waren beide territoriale Gouverneure des Louisiana-Territoriums.
Das Louisiana-Territorium war in fünf Teile gegliedert: St. Louis District, St. Charles District, St. Genevieve District, Cape Girardeau District und New Madrid District. 1806 schuf das territoriale Parlament aus den abgetretenen Gebieten der Osage Nation den District of Arkansas. Der restliche Teil wurde als das Upper Louisiana Territory bekannt.
Am 1. Oktober 1812 errichtete Gouverneur Clark die fünf Verwaltungsbezirke des Upper Louisiana Territory ein, die später die ersten fünf US-Countys des Missouri-Territoriums wurden. 1818 wurden die Countys Franklin und Jefferson aus dem ursprünglichen St. Louis County geformt. Der gegenwärtige St. Louis County umfasst alle Gebiete, die nach dieser Unterteilung übriggebliebenen sind, einschließlich St. Louis. 
Das Louisiana-Territorium wurde 1812 in Missouri-Territorium umbenannt, um Verwechslungen mit dem neuen Staat Louisiana zu vermeiden.